# مالتيتول
مالتيتول هو سكر كحولي (بوليول) يستخدم كبديل للسكر، نسبة حلاوته هي 75-90% من حلاوة السكروز (سكر المائدة) ويشبهه كثيراً في الخواص، ما عدا التسمير. ونظراً لكون السعرات الحرارية الناتجة عنه هي نصف ما ينتجه سكر المائدة، ولا يعزز تسوس الأسنان، وله تأثير أقل على سكر الدم، فإنه يعد بديلاً جيداً لسكر المائدة. يعرف المالتيتول كيميائياً بـ 4-O-α-glucopyranosyl-D-sorbitol. أما تجارياً فله أسماء متعددة مثل Lesys, Maltisweet, SweetPearl.

## الإنتاج والاستخدام
المالتيتول سكر ثنائي يصنع عن طريق هدرجة المالتوز المستحصل من النشاء، أما شرابه وهو حلامة النشاء المهدرج، فيصنع من هدرجة مزيج من كربوهيدرات متحللة من النشاء، ونسبة المالتيتول الوزنية في الناتج هي 50-80%، أما الباقي فيتكون بشكل رئيسي من السوربيتول وكميات قليلة من مواد سكرية أخرى.
الحلاوة المرتفعة للمالتيتول تسمح باستخدامه لمفرده دون الحاجة إلى مزجه مع محليات أخرى، ويظهر تأثير تبريد يمكن إهماله (حرارة موجبة للمحلول) مقارنة بالسكريات الكحولية الأخرى، ويشبه كثيرا تأثير التبريد الضئيل للسكروز.
يستخدم المالتيتول في صناعة الحلويات: الحلوى الصلبة الخالية من السكر، العلكة، الشوكولا، المعجنات، والمثلجات، كما يستخدم في الصناعات الدوائية كسواغ حيث يستخدم كعامل تحلية منخفض السعرات الحرارية. تشابهه الكبير مع السكروز يسمح باستخدامه في الشرابات ويتميز بأن احتمال تبلوره (وهو ما يؤدي إلى التصاق الغطاء بالقنينة) ضئيل جداً. كما يستخدم المالتيتول كملدن في كبسولات الجيلاتين، وكمطرٍّ ومرطب.

## الخصائص الكيميائية
للمالتيتول في حالته البلورية نفس كتلة سكر المائدة، ويصبح بني اللون ويتكرمل بطريقة متشابهة جدا مع السكروز بعد التحول إلى سائل عن طريق التعرض للحرارة العالية. تذوب بلورات المالتيتول في الماء الدافئ (48.9 مئوية/ 120 فهرنهايت)، ويفضل استخدام المالتيتول المطحون في درجات الحرارة المنخفضة أو في حال إذابته في السوائل الباردة، ونظراً للتشابه الكبير في البنية مع السكروز فإن المالتيتول يصنع تجاريا بسهولة وهو متوفر على شكل بلورات أو مسحوق أو شراب.
لا يتأيض المالتيتول بواسطة البكتريا الفموية، لذا فهو لا يحفز تسوس الأسنان، ويكون امتصاصه أبطأ من امتصاص السكروز، ما يجعله أكثر ملائمة للمصابين بالسكري. الطاقة الناتجة من المالتيتول هي 2.1 كيلوكالري للغرام الواحد (8.8 كيلوجول\غم) أما السكروز فهي 4.0 كيلوكالري للغرام الواحد (16.7 كيلوجول\غم).

## التأثير المسهل
كما هو الحال مع بقية السكريات الكحولية (باستناء الإريثريتول) فإن للكميات الكبيرة من المالتيتول تأثيراً مسهلاً للأمعاء.

## التحذيرات الحكومية
في بعض الدول مثل أستراليا وكندا والنرويج والمكسيك ونيوزيلندا فإن المنتجات الحاوية على المالتيتول تحمل تحذيراً إجبارياً مفاده (الاستهلاك الزائد قد يؤدي إلى الإسهال). أما في الولايات المتحدة الأمريكية فإنه يعد مادة آمنة مع توصية تتضمن التحذير من احتمال حدوث الإسهال في حال تجاوز الاستهلاك اليومي الـ 100 غرام.